# Flavor Of Life
「Flavor Of Life」（フレイバー オブ ライフ）は、2007年2月28日にリリースされた宇多田ヒカルの18枚目のシングル。

## 概要
シングルとしては、前作「ぼくはくま」より約3か月振りとなる。
TBS系列ドラマ『花より男子2（リターンズ）』のイメージソングおよび挿入歌であり、宇多田がこのドラマのために書き下ろした曲であるが、ドラマで使用されていたのはCDの2曲目に収録されている「Flavor Of Life -Ballad Version-」のみ。PVもこのバージョンのみ制作された。ドラマへ楽曲提供したのは5年ぶりである。
宇多田自身が原作漫画のファンだったことから、楽曲提供を引き受けた。歌詞などは、特にドラマの視聴者層を意識して比較的分かりやすくしたという。
最初に出来上がったオリジナルバージョンをドラマ関係者に聴かせたところ、「バラードにして欲しい」との要望が出たため「-Ballad Version-」が作られた。なお、「-Ballad Version-」のアレンジには宇多田本人は少し携わった程度で、ほぼ他者にアレンジを頼んだ形となった。
サザンオールスターズの桑田佳祐が自身の番組『桑田佳祐の音楽寅さん 〜MUSIC TIGER〜』内の「寅さんが選んだ21世紀ベストソング20」の4位にこの曲を挙げた。
ジャケットのデザインは、グラフィックデザイナーの佐野研二郎が手掛けた。
リリース前の仮タイトルは「安くておいしいミカン」だった。

### 主な記録
- オリコンシングルチャートでは「Be My Last」以来1年5か月ぶりの初登場1位を記録し、その後3週連続1位を獲得。2007年発売のシングルで唯一複数週1位獲得作品である。同チャート3週連続1位は「Real Face」（KAT-TUN）以来10か月ぶり、女性アーティストでは「Voyage」（浜崎あゆみ）以来約4年5か月ぶり、自身では「光」以来約4年11か月ぶりの記録となった。また、年間チャートは「traveling」以来の2位を記録し、2007年リリースのシングルでは最も高い売上となった。
- 2007年発売のシングルでは唯一2週目の売上で10万枚を突破した作品である。
- CD発売前に着うたが解禁されると、邦楽では史上初となるリリース前に着うた200万ダウンロードを達成[4]、さらに発売後約1か月半にして着うたなどの音楽配信総数が558万ダウンロードを達成した[5]。7月18日には英EMIが、音楽配信数の総計で700万ダウンロードを突破しデジタルシングル売上世界1位となったと発表[6]。ダウンロード購入にユーザーが流れたこともあってかCDの売り上げは若干伸び悩み、70万枚強でミリオンセラーとはならなかったが、着うたフルとの合計での売上換算は約139万枚となる[7]。IFPIの調査によると、2007年中に720万ダウンロードを達成して同年度のデジタルシングル売上世界2位を記録した[8]。このランキングではこの年世界中のチャートを賑わした「アンブレラ」（リアーナ）を上回ったが、約10万ダウンロード差で1位の「ガールフレンド」（アヴリル・ラヴィーン）には届かなかった。2008年7月3日時点では818万ダウンロードを達成している[9]。
- iTunes Storeではオリジナルバージョンが年間1位となり、昨年の「Keep Tryin'」に続き、2年連続1位となった。
- 2007年10月5日O.A.の「ミュージックステーション・泣き唄ランキング」では、「-Ballad Version-」が1位を獲得。
- 表題曲は、2007年度の日本音楽著作権協会（JASRAC）の著作権使用料分配額（国内作品）ランキングで年間1位を獲得した[10]。

## 収録曲
全作詞、作曲：宇多田ヒカル
1. Flavor Of Life(4:50)
編曲：宇多田ヒカル
2. Flavor Of Life-Ballad Version-(5:26)
編曲：宇多田ヒカル（編曲、ストリングスアレンジ）、Alexis Smith（編曲）、冨田謙（編曲、ストリングスアレンジ)、山本拓夫（ストリングスアレンジ）
3. Flavor Of Life (Original Karaoke)(4:49)
4. Flavor Of Life-Ballad Version-(Original Karaoke)(5:25)
5. Flavor Of Life-Antidote Mix- (CD Only Bonus Track)(5:19)
シングルでのボーナストラック及びCD限定曲は今回が初。

## 収録アルバム
Flavor Of Life-Ballad Version-
- 『HEART STATION』
- 『Utada Hikaru SINGLE COLLECTION VOL.2』
- 『SCIENCE FICTION』※2024 Mixとして収録